# Спифридат (военачальник Дария II)
Спифридат (др.-греч. Σπιθριδάτης) — персидский военачальник в конце V века до н. э.
Точных сведений о происхождении Спифридата античная историография не передаёт. Российские учёные Э. В. Рунг и В. П. Орлов допускают возможность родства Спифридата с другими носителями этого имени, жившими позднее. Речь идёт об его тёзке, в 396 году до н. э. поднявшем мятеж против царя Артаксеркса II. А также о сатрапе Ионии и Лидии Спифридате, сражавшемся с македонянами в битве при Гранике в мае 334 года до н. э.
По свидетельству Ктесия, Спифридат принимал участие в подавлении бунта сатрапа Лидии Писсуфна, восставшего против Дария II. По оценке различных исследователей, выступление Писсуфна могло произойти в промежуток времени между 421 и 412 годами до н. э. Неоценимую, по оценке В. П. Орлова, поддержку Дарию II помимо Спифридата оказали также Тиссаферн и Пармис, мотивы которых исторические источники не раскрывают. Царские полководцы подкупили Ликона, начальника греческих наёмников, сопровождавших Писсуфна, чтобы они покинули мятежного сатрапа.